# Ленинский (Дрибинский район)
Ле́нинский (бел. Ленінскі) — посёлок в составе Михеевского сельсовета Дрибинского района Могилёвской области Республики Беларусь.

## Население
- 1999 год — 21 человек
- 2010 год — 7 человек